# 머펫 모스트 원티드
《머펫 모스트 원티드》(영어: Muppets Most Wanted)는 2014년 공개된 미국의 뮤지컬 코미디 드라마 영화이다. 더 머펫츠의 여덟 번째 영화이다. 제임스 보빈이 감독하고 니콜라스 스톨러와 제임스 보빈이 공동 각본을 썼다. 2011년 개봉된 영화 '머펫 대소동'의 속편으로 릭키 제바이스, 타이 버렐와 티나 페이이 주연으로 등장하고, 스티브 휘트미어, 에릭 제이콥슨, 데이브 고엘즈, 빌 바레타, 데이빗 루드먼, 매트 보겔과 피터 린츠가 머펫의 연기를 한다. 이 영화에서 머펫은 유럽에서 투어를 하는 동안 자신도 모르게 국제 범죄자 케이터에 연루되어 있음을 알게 된다. 공동 저자인 제이슨 세걸을 제외하고, 보벳, 스톨로, 프로듀서인 데이비드 호버먼과 토드 리버만을 포함한 "The Muppets"의 제작진 대다수가 되돌아왔다. 또 브렛 맥켄지와 크리스토퍼 벡이 영화의 음악를 작곡하기 위해 돌아왔다.
본 촬영은 2013년 1월부터 잉글랜드 버킹엄셔주의 파인우드 스튜디오에서 시작 되었다. 영화는 2014년 3월 11일 로스앤젤레스의 엘카피탠 극장에서 초연 되었고, 2014년 3월 21일 북미 극장에서 개봉되었다. 이 영화는 전 세계적으로 8040만 달러를 벌여들였다.

## 출연

### 주연
- 릭키 제바이스
- 타이 버렐
- 티나 페이
- 스티브 휘트미어
- 에릭 제이콥슨
- 데이브 고엘즈
- 빌 바레타
- 데이빗 루드먼
- 매트 보겔
- 피터 린츠
- 토니 베넷
- 휴 보네빌
- 저메인 클레멘트
- 톰 히들스턴
- 레이디 가가
- 셀마 헤이엑
- 데비 라이언
- 크리스토프 왈츠

### 조연
- 대니 트레조
- 자흐 갈리피아나키스
- 레이 리오타
- 덱스터 플레처
- 제임스 맥어보이

## 기타
- 세트: 애너 린치-로빈슨
- 의상: 레이엘 아필리